# Scott Grimes
Scott Richard Grimes (ur. 9 lipca 1971 w Lowell, MA) – amerykański aktor, piosenkarz i autor tekstów.

## Kariera muzyczna
Zaczął śpiewać już jako młody chłopiec, występując w amerykańskich programach telewizyjnych. Pierwszy solowy album, zatytułowany po prostu Scott Grimes, wydał w 1989 pod okiem Richarda Carpentera. Jako wykonawca został doceniony dopiero w 2005, gdy we współpracy z Dave’em Harrisem (Retro Rewind) napisali wielki przebój „Sunset Blvd”, który dotarł do pierwszej dwudziestki listy magazynu Billboard i wygrał nagrodę New Music Weekly Awards (HOT AC/AC Male artist & HOT AC/AC Single of the Year). Premiera kolejnego projektu Grimes/Harris odbyła się 6 lipca 2010, epka pt. Drive, promowali ją singlem „Hide”, do którego zrealizowali teledysk. Na krążku znalazł się też utwór „(I Don’t Wanna) Let You Go” napisany wspólnie z Julianem Lennonem, synem Johna Lennona.
Jest członkiem charytatywnego zespołu Band from TV, którego członkowie są aktorami ze znanych amerykańskich seriali. Pojawia się również gościnnie na koncertach Great Big Sea oraz na Indoor Garden Parties, gdzie muzykuje u boku Russella Crowe’a. Ponadto koncertuje z Bobem Guineyem jako Guiney&Grimes.

## Kariera aktorska
Znany jest również jako aktor telewizyjny. Grał doktora Archiego Morrisa z Ostrego dyżuru (2003–2009), wcielił się także w sierżanta Donalda Malarkeya w Kompanii braci (2001), Willa McCorkle’a w Ich pięcioro (1994–2000) czy Willa Szkarłatnego w Robin Hoodzie (2010) Ridleya Scotta. Użyczył głsu Steve’owi Smithowi w animowanym sitcomie Amerykański tata, a także pojawił się gościnnie w serialach, takich jak Dexter, Republika Doyle’ów, Prawo Harry’ego, W garniturach, Zabójcze umysły, Agenci NCIS i Agenci NCIS: Los Angeles. Od 2017 gra porucznika Gordona Malloya także w serialu Orville Setha MacFarlane’a.
Z pierwszego małżeństwa z Dawn Bailey ma dwoje dzieci, córkę Madison (ur. 1999) i syna Jacksona Richarda (ur. 4 września 2001). Na planie Ostrego dyżuru poznał charakteryzatorkę Megan Moore, z którą wziął ślub w 2011. Para rozwiodła się w 2017. Następnie zaręczył się z Adrianne Palicki, koleżanką z planu Orville. Po raz pierwszy pokazali się razem na Comic Conie w San Diego w 2018.

## Filmografia
- 1994–2000: Ich pięcioro (Party Of Five) jako Will McCorkle
- 1996-97: Goode Behavior jako Garth
- 2001: Kompania braci (Band Of Brothers) jako sierżant Donald Malarkey
- 2003–2009: Ostry dyżur (ER) jako dr Archie Morris
- 2005: Amerykański tata jako Steve Smith (głos)
- 2010: Dexter jako Alex Tilden
- 2010: Robin Hood jako Will Scarlett
- 2011: Agenci NCIS (NCIS) jako detektyw Danny Price
- 2011: Prawo Harry (Harry’s Law) jako ADA Ben
- 2011–2015: Family Guy jako Kevin Swanson (głos)
- 2012: Republika Doyle’ów (Republic of Doyle) jako Jimmy O’Rourke
- 2012: W garniturach (Suits) jako Thomas Walsh
- 2013: Agenci NCIS: Los Angeles (NCIS LA) jako Dave Flynn
- 2013:  Zabójcze umysły (Criminal Minds) jako Donnie Bidwell
- 2015: Justified: Bez przebaczenia jako Seabass
- 2016: Prawo i porządek: sekcja specjalna jako Thomas Zimmerman
- 2017: Orville jako porucznik Gordon Malloy
- 2023: Oppenheimer jako prokurator

## Dyskografia
- Scott Grimes (1989)
- Livin’ On The Run (2005)
- Drive – EP (2010)

## Single i gościnne występy
- 1989 – „I Don’t Even Mind”
- 1989 – „Show Me the Way to Your Heart”
- 2005 – „Sunset Blvd”
- 2005 – „Livin' on the Run”
- 2010 – „Hide”
- 2010 – „Young&Wise”
- 2010 – „Dear Santa” (feat. Madison Grimes & Jay Gore)
- 2011 – „I Wish I Knew It Would Feel to Be Free” (jako Band from TV)
- 2013 – „Goin' Home” (jako Guiney&Grimes)
- 2016 – „Christmas Crime” (jako Band from TV)
- 2017: Indoor Garden Party "Out Of Range" (LP. The Musical)[6]
- 2017: Indoor Garden Party "From Here Clear to the Ocean" (LP. The Musical)